# Palaeoloxodon falconeri
Palaeoloxodon falconeri là một loài voi đã tuyệt chủng, có quan hệ họ hàng gần với voi châu Á hiện còn tồn tại.
Loài voi này bị hạn chế môi trường sinh sống trên các hòn đảo và bị dẫn đến tình trạng còi cọc hóa, chúng chỉ cao khoảng 90 cm (3 ft). Các tổ tiên của E. falconeri có lẽ cũng đã sinh sống tận các đảo thuộc Địa Trung Hải mà chúng có thể tới được do mực nước biển bị hạ thấp xuống trong các kỷ băng hà.

## Hình ảnh

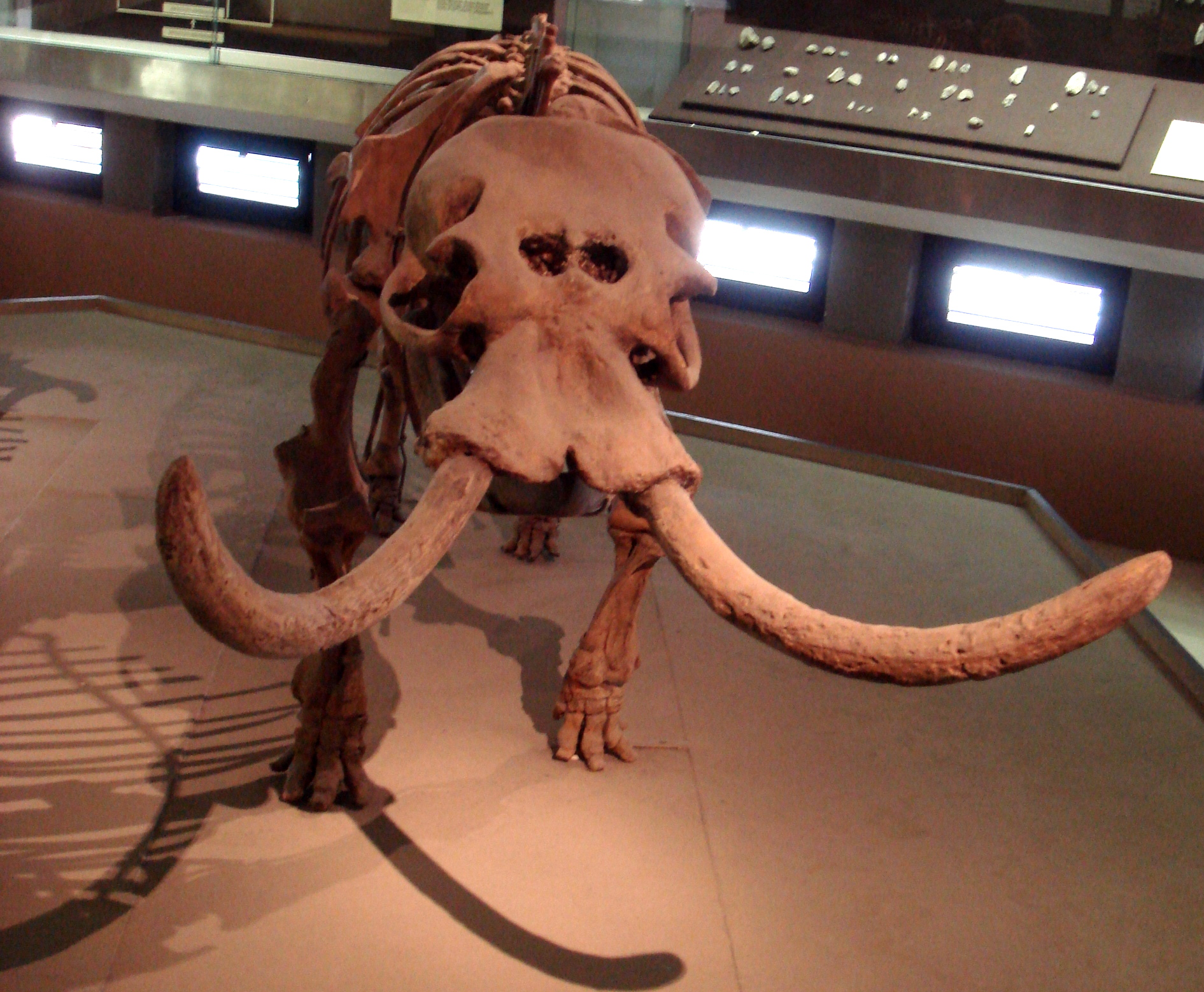
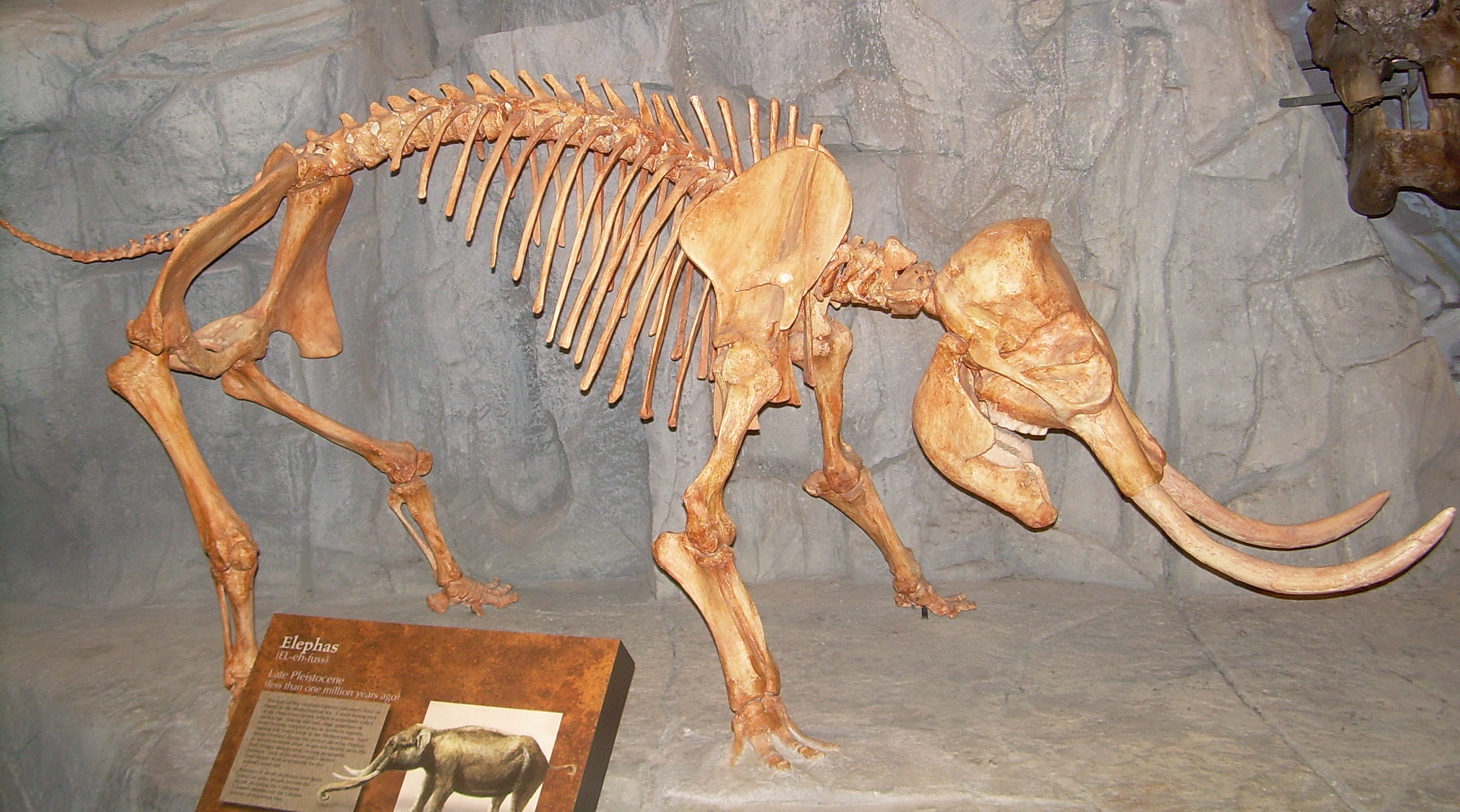
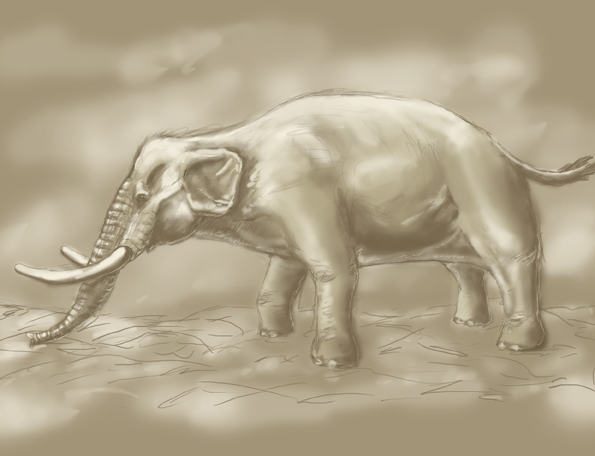